# Timbres de France 1854
Cet article recense les timbres de France émis en 1854 par l'administration des Postes. 
Aucun nouveau timbre n'est émis jusqu'en novembre 1859.

## Légende
Pour chaque timbre, le texte rapporte les informations suivantes :
- date d'émission, valeur faciale et description,
- formes de vente,
- artistes concepteurs et genèse du projet,
- manifestation premier jour,
- date de retrait, tirage et chiffres de vente,

ainsi que les informations utiles pour une émission donnée.

## Généralités
Les trois timbres émis en 1854 sont au type Louis-Napoléon Bonaparte légendée « EMPIRE FRANC » pour Empire français, en usage depuis 1853 ; le profil de l'empereur est utilisée depuis 1852.
La valeur faciale est libellée en centimes (c.). Le seul timbre d'un franc, émis le septembre 1853, est retiré de la vente en juillet 1854. Sa couleur est reportée sur le 80 c. émis le 4 décembre 1854, plus adapté aux tarifs postaux de l'époque.

### Tarifs
Voici les tarifs qui pouvaient être réalisés avec un seul timbre émis en 1854, d'après les nouveaux tarifs de bureau à bureau en France du 1er juillet 1854. Les tarifs à l'intérieur d'une même ville ou d'un même arrondissement postal restent inchangés depuis 1849 pour le cas général, et 1853 lorsque le courrier circulant dans Paris est désormais taxé au même prix que les autres villes.
Tarifs intérieurs :
- 5 c. : imprimés selon leur poids
- 20 c. : lettre jusqu'à 7,5 grammes vers le reste du pays
- 80 c. : lettre de 15 à 100 grammes inclus vers le reste du pays

## Juillet

### Baisse des tarifs postaux
Le 1er juillet, les tarifs pour l'expédition d'une lettre affranchie par un timbre vers un bureau partout en France sont baissés, l'expérience de la Loi de mai 1853, spécifique à Paris, est généralisée à toute la France dans son principe. Par contre, la lettre non affranchie (en « port dû » par le destinataire) reste taxée selon l'ancien tarif.
Tarifs de Bureau à Bureau :
| Échelon de poids             | Ancien tarif du 1er juillet 1850 | Tarif du 1er juillet 1854 (P.P.) | Date d'émission du timbre correspondant |
| ---------------------------- | -------------------------------- | -------------------------------- | --------------------------------------- |
| 1er : jusqu'à 7,5 g          | 25 c.                            | 20 c.                            | 1er juillet 1854                        |
| 2e : de 7,5 à 15 g           | 50 c.                            | 40 c.                            | septembre 1853                          |
| 3e : de 15 à 100 g           | 1 F.                             | 80 c.                            | 4 décembre 1854                         |
| par tranche de 100 g au-delà | 1 F.                             | 80 c.                            | 4 décembre 1854                         |

Les maisons de commerce optent massivement pour le timbre-poste en constatant l'économie et elles incitent leurs clients à affranchir également le courrier.
Ces tarifs restent valables jusqu'au 30 juin 1862, date à laquelle sont augmentés les poids autorisés des deux premiers échelons (Ce qui est aussi un gain pour les usagers des timbres-poste).

### Napoléon III, 20 centimes bleu (type I)

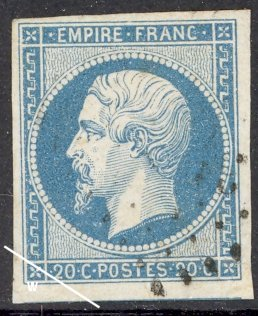
20 centimes bleu « Empire » type 1.

Le 1er juillet, est émis un timbre non dentelé de 20 centimes de couleur bleu représentant l'empereur Napoléon III et légendé « EMPIRE FRANC ». Il remplace le 25 centimes bleu émis en septembre 1852 pour l'affranchissement de la lettre jusqu'à 7,5 grammes.
Le type Napoléon III « Empire » est dessiné et gravé par Jacques-Jean Barre. Le timbre est imprimé en typographie en feuille de trois cents exemplaires.
Ce timbre est fort utilisé puisque, désormais, le port payé par l'expéditeur coûte moins cher que le port dû par le destinataire. Il connaît de nombreux tirages avec des nuances de couleurs (bleu laiteux en début de tirage, bleu roi, bleu noir, bleu ciel, etc.) et des papiers d'épaisseur et de couleur différentes (blanc, crème, gris, vert, azuré, rosé, etc.).
Il est employé jusqu'à son épuisement et son remplacement par un 20 centimes bleu presque identique au type 2 qui apparaît en septembre 1860 ; les deux types issus de deux matrices différentes se distinguent par les traits de deux cheveux en haut du front et à gauche de l'oreille.

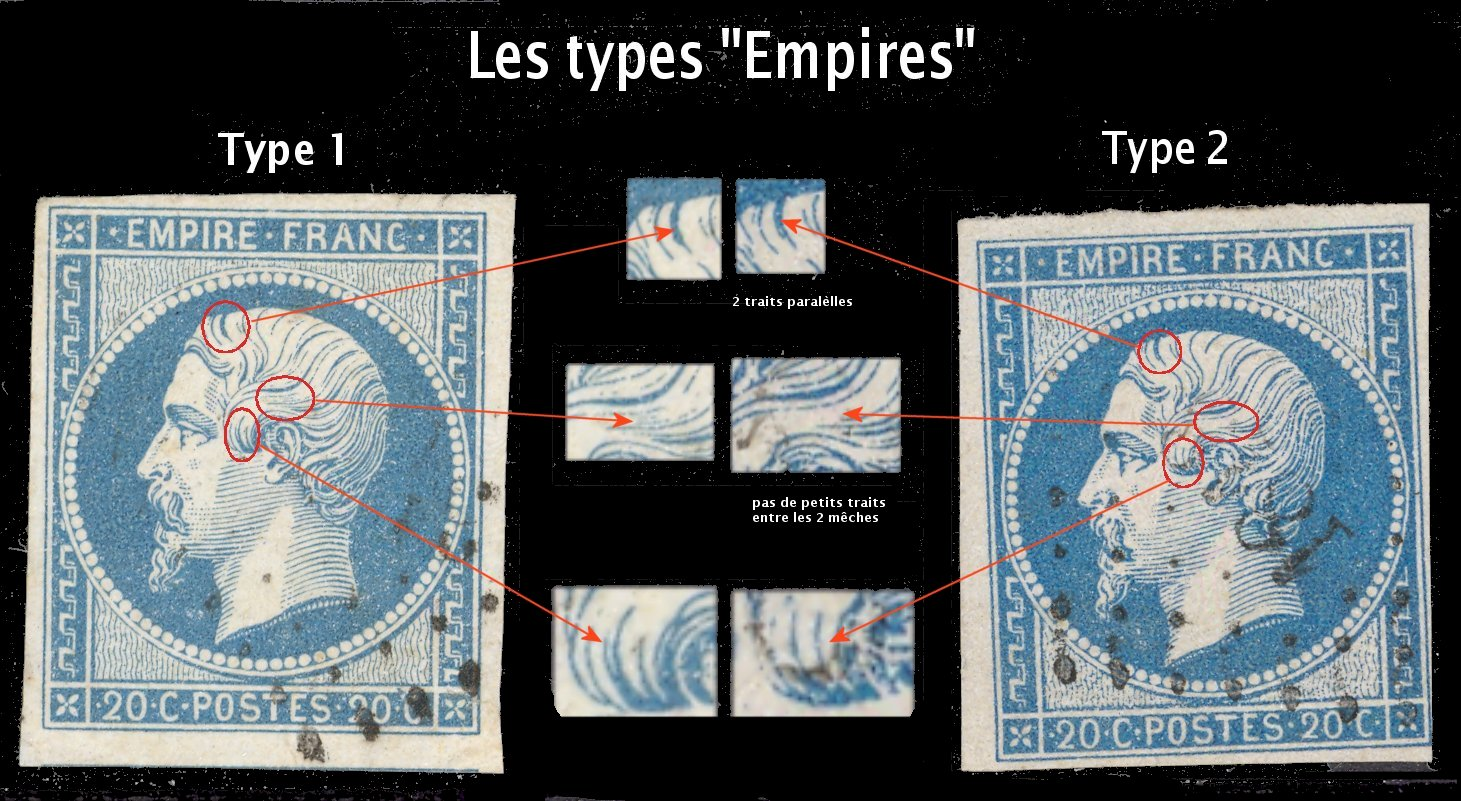
Les deux sous-types de la série Empire.

En tout (les 2 types confondus), ce sont environ 1,246 milliard de timbres à 20 centimes bleu non dentelés qui ont été imprimés, c'est l'un des timbres de France qui a eu le plus gros tirage et le plus gros chiffre de timbres vendus. Faute de décompte par l'administration entre les deux types, le tirage du 20 centime type 1 est estimé à 925 555 800 timbres-poste, d'après les décomptes journaliers de l'imprimerie.
Le 20 centimes bleu Empire est un sujet de collection en soi. Les variétés de case ou d'impression, les nuances de couleurs, les papiers, les usages et les oblitérations, sont si nombreux que le sujet n'est toujours pas épuisé après 150 ans d'études.

## Novembre

### Napoléon III, 5 centimes vert

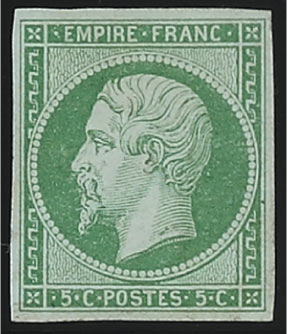
5 centimes vert « Empire ».

Le 19 novembre, est émis un timbre non dentelé de 5 centimes de couleur verte sur papier vert pâle (vert clair à vert bleuté) représentant l'empereur Napoléon III et légendé « EMPIRE FRANC ». Il permet désormais l'affranchissement d'imprimés d'un certain poids, qui peuvent donc être déposés dans une boîte aux lettres.
Le type Napoléon III « Empire » est dessiné et gravé par Jacques-Jean Barre. Le timbre est imprimé en typographie en feuille de trois cents exemplaires.
Plus de 74 millions de timbres ont été tirés, en 13 tirages entre novembre 1854 et août 1862.
Ce timbre présente des variations de couleur importantes, de vert franc à vert foncé en début d'émission, il passe par un vert dit "lumière" en 1860, puis à un vert jaune sur vert clair en juin 1861. Car, sous l'éclairage à la bougie, ou au pétrole des bureaux de poste, sa couleur se confond avec le bleu des 20 centimes.
Le 5 centimes vert est remplacé en mai 1862 par un 5 centimes vert-jaune dentelé, sans interruption en fait des tirages ni modification des planches d'impression, la dentelure n'étant qu'une opération supplémentaire après impression et pas une nouvelle conception de figurines postales.

## Décembre

### Napoléon III, 80 centimes rose foncé, dit «carmin»

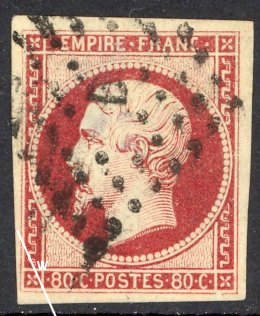
Empire, 80 centimes rose foncé, dit « carmin ».

Le 4 décembre, est la première date connue d'utilisation d'un timbre non dentelé de 80 centimes de couleur carmin représentant l'empereur Napoléon III et légendé « EMPIRE FRANC ». Il remplace le 1 franc carmin émis en septembre 1853 à la suite de la baisse des tarifs de bureau à bureau en France, le 1er juillet 1854.
Le type Napoléon III « Empire » est dessiné et gravé par Jacques-Jean Barre. Le timbre est imprimé en typographie en feuille de trois cents exemplaires disposé en deux panneaux de 150 timbres.
Environ 9,9 millions de timbres sont imprimés avec plusieurs nuances de carmin, jusqu'à un changement officiel en novembre 1859 et l'émission d'un 80 centimes rose.
Les premiers timbres imprimés sont de la même couleur que ceux du 1 franc qu'ils remplacent. Par la suite la couleur présentera des variations importantes du carmin foncé (1854) au carmin clair, carmin vif (1856), vermilloné, carmin cerise, et des teintes difficiles parfois à distinguer des timbres imprimés en rose à partir de 1859, carmin terne (1858) et carmin rose (1859). le papier présente aussi des variations de teinte (dans la masse, donc visible au dos d'un timbre sans gomme) blanc carminé, blanc, crème, et paille.
Le panneau de droite de la planche d'impression présente un tête bêche à la case 150, connu seulement à un exemplaire en paire sur une lettre à destination de Lima au Pérou.
Cette valeur fera l'objet d'un retirage dans la couleur en 1862, et d'un tirage spécial très soigné en 1855 dit des « Arts et Métiers ».